# 5484 Inoda
5484 Inoda este un asteroid din centura principală, descoperit pe 7 noiembrie 1990, de Takeshi Urata.